# Al Raha
Pour les articles homonymes, voir Raha.
Al Raha (appelé aussi Al Raha Beach) est une cité lacustre en cours de construction[Quand ?] dans l'émirat d'Abou Dabi sur la zone de Khalifa City A, au nord-est de la capitale, à proximité de l'aéroport international qui longe la côte.
Cet ensemble immobilier côtier composé de 11 quartiers comportera des immeubles d'habitation, des commerces, des villas et des marinas.
Le slogan de cette cité est « The Ultimate Waterfront City » (le nec plus ultra des cités lacustres)

## Les quartiers
Dans l'ordre d'Est en Ouest :
- Al Zeina (en construction)
- Khor Al Raha
- Al Bandar (en construction)
- Al Seef
- Al Dana (en construction)
- Al Rumaila
- Al Zahiya
- Al Lissaily
- Al Shaleela
- Al Razeen
- Al Thurayya

## Sources
Site officiel